# Nedvědička
La Nedvědička est une rivière de la République tchèque d'une longueur de 28,5 km qui coule dans les régions de Vysočina et de Moravie-du-Sud. Elle est un affluent de la Svratka dans le bassin du Danube.

## Source de la traduction
- (cz) Cet article est partiellement ou en totalité issu de l’article de Wikipédia en tchèque intitulé « Nedvědička » (voir la liste des auteurs).